# Гоно Янев
Вижте пояснителната страница за други личности с името Георги Янев.
Георги (Гоно) Янев Папуцчиев е български революционер, гевгелийски районен войвода на Вътрешната македоно-одринска революционна организация.

## Биография
Гоно Янев е роден на 15 април 1874 година в гевгелийското село Смоквица, тогава в Османската империя. И баща му Яне и брат му Андон Янев, който е учител, са дейци на ВМОРО. Получава основно образование, а от 1897 година е член на ВМОРО. След Солунската афера от 1901 година е арестуван и заточен в Акия. Амнистиран е през пролетта на 1903 година и става четник при Сава Михайлов. Участва в Илинденско-Преображенското въстание, а след потушаването му остава войвода в Гевгелийско. През октомври 1904 година е четник при Аргир Манасиев. Убит е на 6 ноември 1904 година в сражение при местността Мочари между селата Серменин и Конско.